# Sete de Setembro (couraçado)
O Sete de Setembro foi um navio de guerra do tipo couraçado operado pela Armada Imperial Brasileira e, por um curto período, pela Marinha do Brasil. O desenvolvimento do navio foi fruto de um dos períodos de maior construção naval no Brasil, sendo idealizado para combater na Guerra do Paraguai mas finalizado apenas em 1874, após o conflito. O atraso na sua construção foi ocasionado pela indecisão sobre o tipo de canhão que nele deveria ser instalado. Foi um navio de construção mista (madeira e ferro), tinha 73,4 metros de comprimento, 14,2 m de boca, 3,81 m de calado e deslocava 2 174 toneladas.
O couraçado foi incorporado à Esquadra de Evoluções, divisão da Armada composta dos melhores navios de guerra da época, com o objetivo de aperfeiçoar táticas navais e treinamento avançado. Porém, individualmente, o navio era de difícil manobrabilidade e, durante a Revolta da Armada, foi utilizado pelos rebeldes apenas como bateria flutuante. Foi abandonado em seguida, devido ao seu mal estado de conservação, e incendiado e afundado pelos legalistas. Em 1897, seu casco foi retirado do fundo do mar, na Baía de Guanabara, para que não impedisse a navegação na região.

## Construção

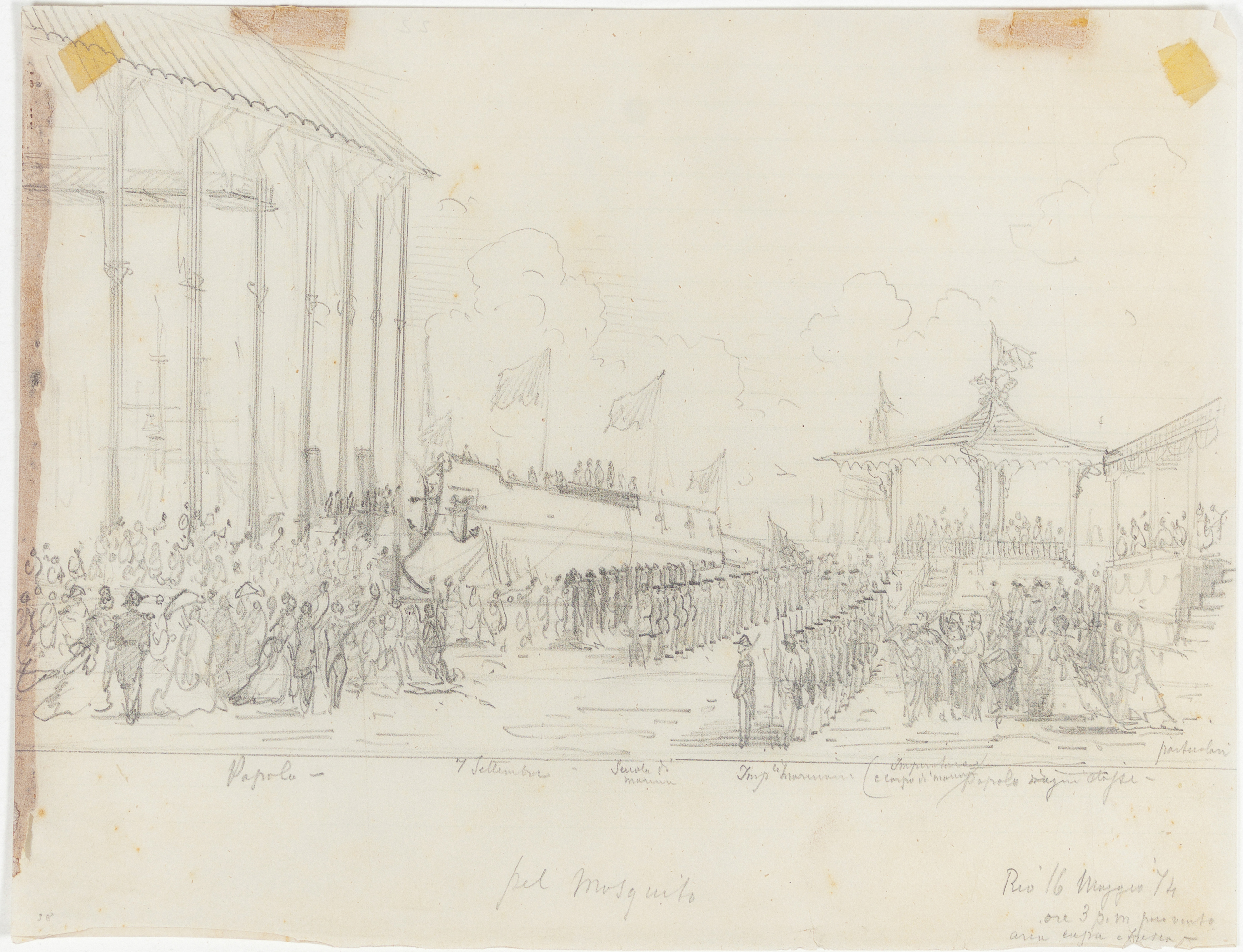
Lançamento do couraçado Sete de Setembro em 1874 no Rio de Janeiro.

O couraçado Sete de Setembro foi construído no estaleiro do Arsenal de Marinha do Rio de Janeiro, seguindo o projeto do capitão-tenente e engenheiro naval Napoleão Level, que era uma versão melhorada do cruzador Almirante Barroso. Parte do programa naval imperial de 1867, ele acabou sendo classificado como uma fragata blindada, segundo Gratz, ou couraçado, segundo fontes brasileiras. Quando terminado, recebeu o nome de Sete de Setembro em homenagem ao dia da Independência do Brasil, sendo o terceiro navio da armada imperial a ostentá-lo.
Foi de construção mista, de madeira e ferro. A quilha foi batida no dia 8 de janeiro de 1868, em meio a Guerra do Paraguai, com a presença do Imperador D. Pedro II e do Duque de Saxe, mas somente foi lançado ao mar em 16 de maio de 1874, devido à indecisão sobre o tipo de armamento que deveria ter. Em seguida, passou por mostra de armamento e foi incorporado à Armada Imperial Brasileira em 4 de julho de 1874.

## Características
Antes do início da construção, conveses abertos foram adicionados à proa e à ré para melhorar sua navegabilidade e proteger seus cabrestantes à frente e à ré. O casco foi revestido com metal Muntz para reduzir a incrustação biológica e teve instalado um rostro de bronze de 2,4 metros de comprimento. Para passagens marítimas, a borda livre do navio poderia ser aumentada para 3,2 metros com o uso de baluartes removíveis de 1,1 metro de altura. O navio media 73,4 metros de comprimento total e tinha boca de 14,2 metros e calado médio de 3,81 metros. O Sete de Setembro normalmente deslocava 2 174 toneladas métricas. Sua tripulação contava com 185 oficiais e praças.
O navio de guerra tinha dois motores a vapor John Penn & Sons de dois cilindros, cada um com uma única hélice de 3,7 metros. Eram movidos por quatro caldeiras retangulares que produziam um total de dois mil hp indicados (1.500 kW), o que dava ao navio uma velocidade máxima de 12 nós (22 km/h). A chaminé foi montada no meio de sua casamata. Possuía uma cinta blindada em ferro forjado na linha de água com 3,04 metros de altura e espessura máxima de 114 milímetros. O convés do navio e o teto da casamata foram protegidos com 12,7 milímetros de ferro forjado. A casamata tinha uma blindagem idêntica à do casco e ambas eram protegidas por escudo de madeira com 593 milímetros de espessura.
Discutiu-se duas opções de armamentos para o navio. A primeira previa a instalação de seis canhões Whitworth de 150 libras, com carregamento por cano, montados em uma casamata central com outros canhões girando para atirar para frente ou para trás. A outra opção era a instalação de duas torres de canhão, com cada torre tendo um par de canhões Whitworth de 300 libras. Em um primeiro momento, decidiu-se instalar uma casamata armada com quatro canhões Whitworth de 300 libras em suportes de pivô nos cantos. Uma nova controvérsia surgiu, entretanto, sobre a escolha das armas Whitworth, já que a Marinha preferia as armas Armstrong. Após um debate de vários anos, que atrasou a conclusão do navio, foi escolhido o canhão Withworth. O pelouro de nove polegadas (229 mm) do canhão Whitworth pesava aproximadamente 300 libras (136,1 kg), enquanto o próprio canhão pesava 18 toneladas.

## História
Ao longo de aproximadamente 150 anos, entre os séculos XIX e XX, o Brasil passou por diversos "surtos" de construção naval, impulsionados por necessidades estratégicas. O primeiro deles ocorreu durante a Guerra do Paraguai, quando o Império priorizou a ampliação de sua frota para enfrentar o conflito. Foi nesse contexto que, em 1866, autorizou-se a construção do couraçado Sete de Setembro. A construção desse navio, no entanto, apresentou mais erros do que acertos por parte da Armada. Devido à sua extrema dificuldade de manobra, ele acabou se tornando uma bateria flutuante, sendo posteriormente utilizado pelos rebeldes durante a Revolta da Armada.
Por meio de um aviso de 12 de agosto de 1876, o Sete de Setembro foi colocado em reserva, retornando à ativa em 22 de junho de 1877. No início da década de 1880, permaneceu estacionado em Montevidéu, regressando ao Rio de Janeiro em 1884. Em 19 de agosto do mesmo ano, pelo Aviso nº 1541-A, foi criada a Esquadra de Evoluções, a divisão mais moderna da Armada Imperial em termos de propulsão, artilharia e torpedos. O comando dessa esquadra ficou a cargo do chefe de esquadra Artur Silveira de Motta. O Sete de Setembro foi um dos dezesseis navios que integraram a esquadra, ao lado dos encouraçados Riachuelo, Solimões e Javary; dos cruzadores híbridos Guanabara e Almirante Barroso; das corvetas oceânicas Trajano, Barroso e Primeiro de Março; das torpedeiras de 1.ª Classe (50 t) 1, 2, 3, 4 e 5; e das torpedeiras de 4ª Classe (50 t) Alfa, Beta e Gama. Contudo, devido à sua blindagem fraca, o Sete de Setembro já havia sido reclassificado em 1879 como bateria flutuante. O objetivo da Esquadra de Evoluções era aprimorar as táticas de batalha e o treinamento avançado, além de demonstrar o poderio naval brasileiro. Durante esse período, a Marinha do Brasil chegou a ser a quinta maior do mundo.
Em 27 de novembro de 1885, o Sete de Setembro foi incorporado à Divisão de Encouraçados e, no dia seguinte, recebeu o distintivo numérico 3. Após cumprir algumas missões, voltou à reserva no mesmo ano, passando por reformas. Permaneceu nessa condição até 1893, quando eclodiu a Revolta da Armada. No início da revolta, foi tomado pelos rebeldes, que o utilizaram como depósito de munição, retirando armamentos do Arsenal da Ponta da Armação. Contudo, devido ao seu péssimo estado de conservação, os revoltosos acabaram abandonando-o, deixando-o encalhado entre Niterói e a Ponta da Armação. Em 16 de dezembro de 1893, tropas leais ao governo de Floriano Peixoto reocuparam o navio, mas logo o saquearam e incendiaram próximo ao porto do Rio de Janeiro, levando-o a pique. Quatro anos depois, devido ao risco que seus destroços representavam para a navegação, seu casco foi removido do fundo da Baía de Guanabara.